# بخش آلمانی (شهرستان هریسون، اوهایو)
بخش آلمانی (به انگلیسی: German Township) یک منطقهٔ مسکونی در ایالات متحده آمریکا است که در شهرستان هریسون، اوهایو واقع شده‌است.
 بخش آلمانی ۶۵٫۳ کیلومتر مربع مساحت و ۸۰۵ نفر جمعیت دارد و ۳۷۵ متر بالاتر از سطح دریا واقع شده‌است.